# Клаасс, Герман

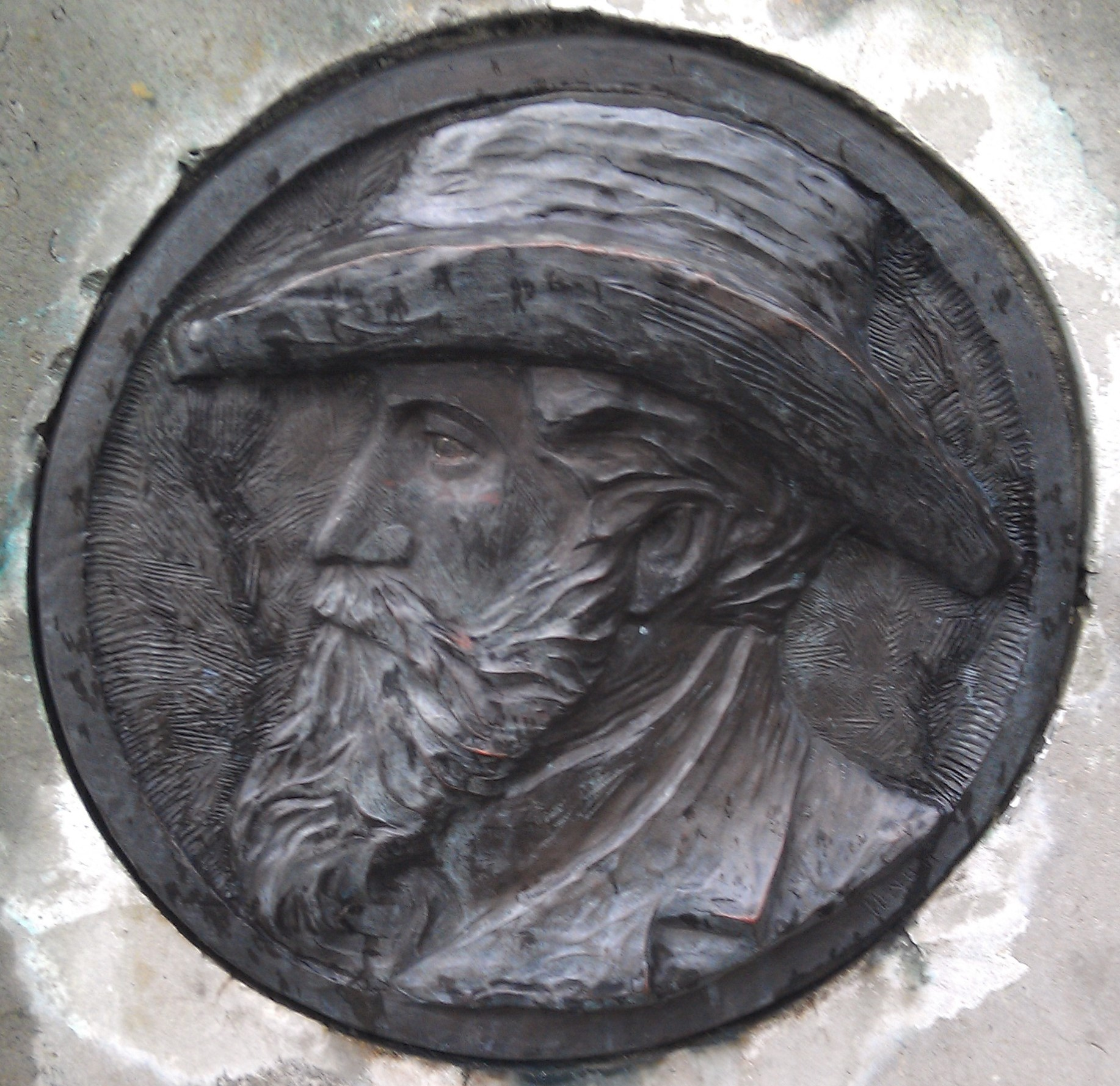
Герман Клаасс (1846—1914)

Герман Клаасс (нем. Hermann Claaß; 1846—1914) — житель Кёнигсберга, аптекарь, основатель Кёнигсбергского зоопарка и его первый директор. До этого — организатор «Северо-восточной немецкой промышленной и ремесленной выставки».

## Биография
В 1895 году был избран руководить международной «Северо-восточной немецкой промышленной и ремесленной выставкой».
Идея создания в Кёнигсберге зоосада принадлежала гражданам Пруссии — аптекарю Герману Клаасу и его другу Гехаймрату Куннелю. Местные богачи отдавали им своих животных, привозимых из других стран. Зоопарк строили приблизительно в течение года. Благодаря их помощи и помощи союза любителей животных «Тиргартен» была выкуплена территория Хуфенского парка с находящимися на нём постройками (выставочный и концертный залы, наблюдательная вышка). В мае 1896 года немецкая фирма «Хагенбек» привезла на это место первых животных.
21 мая 1896 года состоялось открытие Зоологического сада. Германн Клаасс стал сначала техническим руководителем, а с 1897 года директором открытого зоологического сада. Его основатели настаивали на том, что это именно сад, а не зоопарк. Само название зоосад предполагало иную, не применяемую почти нигде до этого в мире концепцию. Герман Клаасс смог создать животным условия, максимально приближенные к живой природе. Живой уголок Кенигсберга очень быстро стал одним из лучших в довоенной Европе. Этому способствовало отсутствие высоких ограждений и заборов у большинства павильонов с дикими обитателями саван прерий и джунглей. Ко дню открытия в зоосаде насчитывалось уже 893 экземпляра животных 262 видов.

## Память

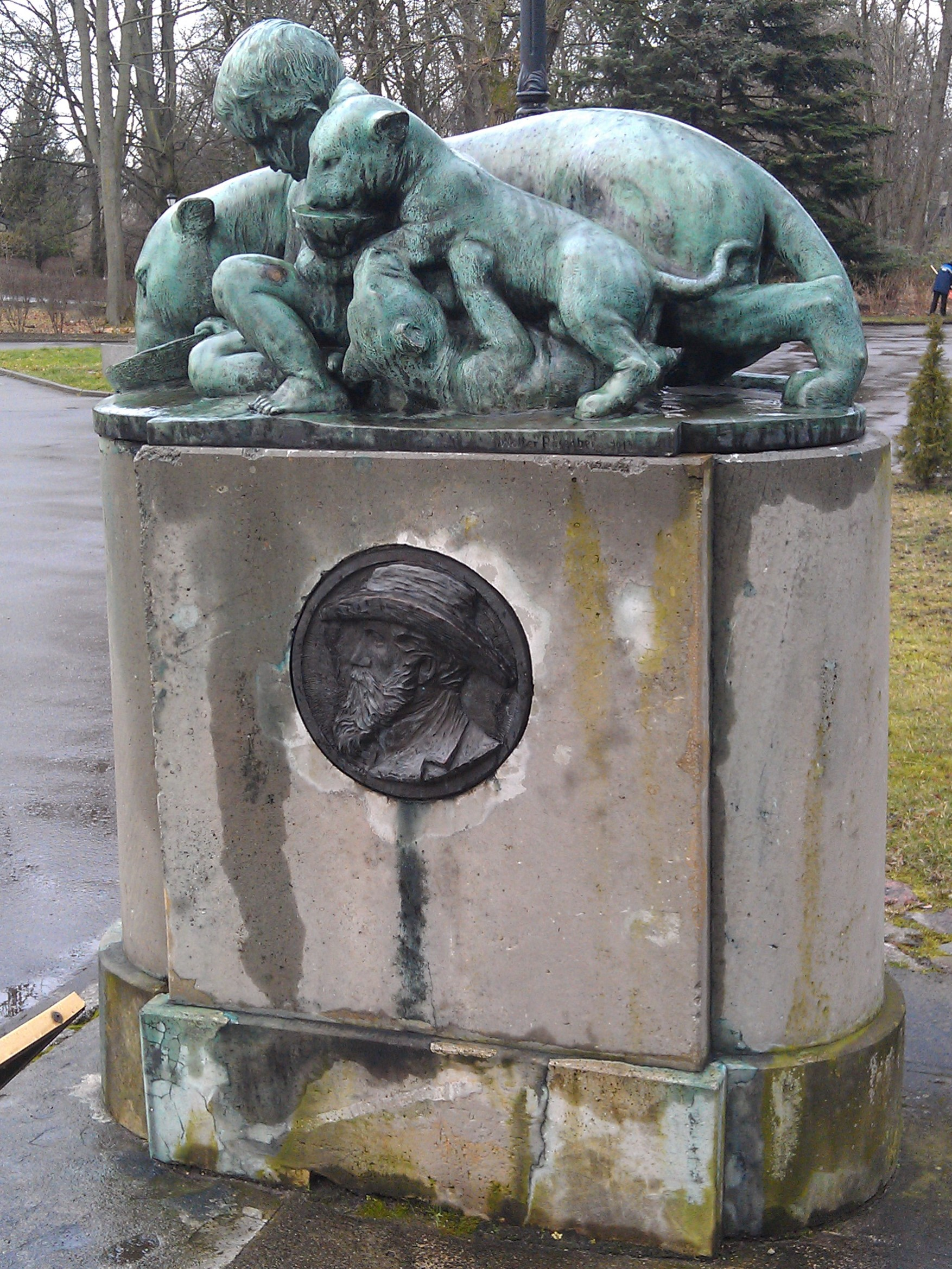
Памятник Герману Клаассу скульптора Вальтера Розенберга. 1913.

В 1913 году на главной аллее Кёнигсбергского зоопарка был установлен памятник Герману Клаассу. Скульптор — Вальтер Розенберг.
В годы Второй мировой войны памятник был разрушен и до 1980-х годов, когда была найдена его бронзовая верхушка, считался утраченным. 2 февраля 1990 года памятник был возвращён на первоначальное место, 21 мая 1996 года на памятнике появился барельеф с портретом Германа Клаасса. С 23 марта 2007 года памятник получил статус объекта культурного наследия регионального значения.
В память о Германе Клаассе в Кёнигсберге была названа улица, которая теперь носит название Свободной.